# ای. جی. مکلین
الکساندر جیمز "اِ.ج." مکلین (به انگلیسی: Alexander James "A.J." McLean) متولد ( ۹ ژانویه ۱۹۷۸) خواننده و ترانه سرا آمریکایی است.
او عضو گروه بک‌استریت بویز است